# Підводні човни проєкту 613
| Підводні човни проєкту 613 | Підводні човни проєкту 613                                                        | Підводні човни проєкту 613                                                        |
| -------------------------- | --------------------------------------------------------------------------------- | --------------------------------------------------------------------------------- |
|                            |                                                                                   |                                                                                   |
|                            |                                                                                   |                                                                                   |
| С-189 в Санкт-Петербургу   |                                                                                   |                                                                                   |
| Під прапором               | СРСР                                                                              | СРСР                                                                              |
| Спуск на воду              | 1951—1957 рр (215 човнів)                                                         | 1951—1957 рр (215 човнів)                                                         |
| Виведений зі складу флоту  | 1980—1996 рр                                                                      | 1980—1996 рр                                                                      |
| Проєкт                     |                                                                                   |                                                                                   |
| Тип ПЧ                     | Середній ПЧ                                                                       | Середній ПЧ                                                                       |
| Розробник проєкту          | ЦКБ-18                                                                            | ЦКБ-18                                                                            |
| Головний конструктор       | В. М. Перегудов                                                                   | В. М. Перегудов                                                                   |
| Класифікація НАТО          | Whiskey                                                                           | Whiskey                                                                           |
| Основні характеристики     |                                                                                   |                                                                                   |
| Швидкість (надводна)       | 18,2 вузлів (34 км/год)                                                           | 18,2 вузлів (34 км/год)                                                           |
| Швидкість (підводна)       | 13-13,6 вузлів (25-26 км/год)                                                     | 13-13,6 вузлів (25-26 км/год)                                                     |
| Робоча глибина занурення   | 170 м                                                                             | 170 м                                                                             |
| Гранична глибина занурення | 200 м                                                                             | 200 м                                                                             |
| Автономність плавання      | 30-45 діб                                                                         | 30-45 діб                                                                         |
| Екіпаж                     | 52 особи                                                                          | 52 особи                                                                          |
| Розміри                    |                                                                                   |                                                                                   |
| Довжина найбільша (по КВЛ) | 76,06 м                                                                           | 76,06 м                                                                           |
| Ширина корпусу найб.       | 6,55 м                                                                            | 6,55 м                                                                            |
| Середня осадка (по КВЛ)    | 4,55 м                                                                            | 4,55 м                                                                            |
| Водотоннажність надводна   | 1055 т                                                                            | 1055 т                                                                            |
| Озброєння                  |                                                                                   |                                                                                   |
| Артилерія                  | спарена 57-мм гармата СМ-24-ЗТФ                                                   | спарена 57-мм гармата СМ-24-ЗТФ                                                   |
| Торпедно- мінне озброєння  | Носові: 4 ТА калібру 533-мм, 2 кормові ТА калібру 533-мм (12 торпед, або 22 міни) | Носові: 4 ТА калібру 533-мм, 2 кормові ТА калібру 533-мм (12 торпед, або 22 міни) |
| ППО                        | спарений 25-мм автомат 2М-8 (до 1956 року)                                        | спарений 25-мм автомат 2М-8 (до 1956 року)                                        |
| Зображення на Вікісховищі  |                                                                                   |                                                                                   |

Підводні човни проєкту 613 (Whiskey) — тип середніх підводних човнів СРСР. Побудовано і передано флоту 215 човнів цього проєкту. Серія стала найбільшою в радянському підводному флоті. 43 човни згодом були передані різним країнам, ще 21 човен був побудований в Китаї за радянськими кресленнями та з використанням радянських комплектуючих. Надалі розвитком проєкту став проєкт 633.

## Історія
В 1942 році конструктори з ЦКБ-18 почали роботу над проєктом нового середнього підводного човна, призначеної для заміни човнів типу «Щука». Проєкт отримав номер 608, головним інженером було призначено В. М. Перегудов. Початковий запропонований конструкторами варіант мав водотоннажність 770—800 тонн, однак замовники вважали такі розміри надто великими і проєктну водотоннажність було задано в 640—660 тонн Паралельно в КБ заводу № 194 розроблявся варіант проєкту, позначений 608-1. У 1944 році обидва проєкти були представлені в Управління кораблебудування, але підтримки не отримали через невиконання вимог по озброєнню і радіуса дії.
30 липня 1944 року у Фінській затоці було потоплено німецький підводний човен U-250 типу VIIC. Ворожий човен, що затонув на глибині 27 метрів, у жовтні того ж року підняли і відбуксирували у Кронштадт. Нарком ВМФ М. Г. Кузнецов в січні 1945 року видав наказ, відповідно до якого припинялися роботи за проєктом 608 і починалося створення проєкту 613, який базувався на конструкції німецького човна, але з деяким збільшенням водотоннажності з 770 до 800 тонн.
Після закінчення війни радянські фахівці ознайомилися з недобудованими німецькими «електрочовнами» типу XXI, які були захоплені на верфях Данцига. Навесні 1946 року з Великої Британії були отримані чотири добудованих човни типу XXI. Результатом морських випробувань тих човнів стало повна зміна технічного завдання за проєктом 613 у серпні 1946 року, а тип XXI був взятий за основу нового варіанту проєкту основного радянського післявоєнного підводного човна.
Ескізний проєкт був завершений у жовтні 1947 року, робочі креслення були готові до серпня 1948 року.
Будівництво підводних човнів проєкту 613 велося з 1950 по 1957 роки. Всього було побудовано 215 субмарин, з них 115 — у Горькому на заводі № 112 «Червоне Сормово», 76 — в Миколаєві на заводі № 444 ім. Носенко, 19 — в Ленінграді на заводі № 189 Балтійський завод ім. Орджонікідзе, 7 — в Комсомольськ-на-Амурі на заводі № 199 «ім. Ленінського Комсомолу». Темпи будівництва були дуже високі. У середньому кожні п'ять днів флот отримував новий підводний човен. Річне виробництво доходило до 73 одиниць. У процесі будівництва в проєкт часто вносилися зміни. Головним підводним човном проєкту стали закладені в Горькому С-80 і ленінградський С-61 «Комсомолець».

## Конструкція
Проєкт 613 мав двокорпусну конструкцію. Суцільнозварний міцний корпус із зовнішнім розміщенням шпангоутів розділявся водонепроникними перегородками на 7 відсіків:
1. Торпедний. Відсік-сховище.
2. Акумуляторний і житловий.
3. Центральний пост. Відсік-сховище.
4. Друга група акумуляторів, житлові приміщення старшин.
5. Дизельний.
6. Електромоторний.
7. Торпедний. Відсік-сховище.

Перший, третій і сьомий відсіки відділялися увігнутими перегородками, розрахованими на тиск в 10 атмосфер (глибина 100 м), решта перегородок були плоскими і витримували тиск в 1 атмосферу. На палубі човна в районах першого і сьомого відсіків знаходилися аварійні буї, які в разі аварії спливали, показуючи місце розташування човни і дозволяючи зв'язатися з поверхнею з підводниками у відсіках-сховищах за допомогою телефонного зв'язку по кабелю, що з'єднує буй з човном. Акумуляторні відсіки, другий і четвертий, мали перетин у вигляді вертикальної «сполученої вісімки»: у нижній частині, що мала більший діаметр, розміщувалися акумуляторні батареї. Це конструктивне рішення було запозичено з німецьких підводних човнів.
Занурення човна здійснювалося прийомом води в 10 цистерн головного баласту, розміщених в легкому корпусі. З метою спрощення конструкції і зниження вартості човнів кінгстони були тільки в цистернах № 4 і № 5[джерело?].

## Озброєння
Артилерійське озброєння складалося зі спареної автоматичної установки СМ-24-ЗІФ калібру 57-мм, і спареної автоматичної зенітної гармати 2М-8 калібру 25-мм зразка 1945 року. У 1956 році у зв'язку з розвитком реактивної авіації, розміщення артилерії на підводних кораблях було визнано таким що не забезпечує протиповітряну оборону, і гармати були демонтовані, що зменшило екіпаж і збільшило підводну швидкість човнів.
Торпедне озброєння човна складалося з 6 торпедних апаратів калібру 533-мм: 4 носових і 2 кормових. Для носових апаратів в першому відсіку на стелажах зберігалися 6 запасних торпед. Замість 10 носових торпед човен міг брати 20 мін типу АМД-1000: по дві міни в кожен апарат і 12 мін на стелажах. Торпедні стрільби здійснювалася з глибин до 30 метрів.[джерело?]

## Енергетичне обладнання
Основою енергетичної установки були два двотактних дизельних двигуни моделі 37Д, котрі, при рівній потужності з випускаємими в роки війни дизелями 1Д (у 2000 к. с.) мали менші габарити, але були більш шумними. У крейсерському положенні вони двома гребними гвинтами розганяли човен до максимальної швидкості в 18,25 вузла. Економічна надводна швидкість становила 8-10 вузлів. Запасу палива вистачало на 8580 миль при 10 вузлах або на 13000 миль при 8 вузлах.
Два головних електродвигуни моделі ПГ-101 мали потужність по 1350 к. с. і забезпечували швидкість повного підводного ходу в 13,1 вузла, яка могла підтримуватися протягом години. Два електродвигуна економічного ходу моделі ПГ-103 мали потужність по 50 л. к. і розганяли човен під водою до швидкості 1,97 вузла. На економічних електродвигунах заряду батарей вистачало на 352 милі підводного ходу. Дизелі і головні електродвигуни з'єднувалися шинно-пневматичними роз'єднувальними муфтами «ШПРМ», які, у порівнянні з раніше використованими муфтами «папєрі», спрощували процес монтажу гребних валів і дозволяли встановити дизелі і вали на звукоізолюючих амортизаторах. Електродвигуни економічного ходу з'єднувалися з гребними валами через безшумні текстропні передачі і фрикційні муфти. Електроживлення в підводному положенні забезпечували дві групи акумуляторних батарей 46СУ по 112 елементів в кожній, розміщені у другому і четвертому відсіках. Їх зарядка здійснювалася головними електродвигунами, які оберталися дизелями і працювали в режимі генераторів електроенергії. Човни проєкту 613 оснащувалися пристроєм роботи дизелів під водою (РДП, шноркелем), який являв собою висувну шахту, котра дозволяла, перебуваючи на перископній глибині, здійснювати забір повітря для вентиляції відсіків і роботи дизелів. Спеціальний поплавковий клапан охороняв шахту від попадання води. Застосування РДП дозволяло як йти під водою на дизельному ходу, так і використовувати дизелі для зарядки акумуляторних батарей без спливання.

## Радіоелектронне і гідроакустичне обладнання
Комплекс радіоелектронного оснащення проєкту 613 в процесі будови та експлуатації неодноразово змінювався. Підводні човни отримали станцію радіолокації виявлення надводних цілей «Прапор». Гідролокатор «Тамір-5Л» і станція шумопеленгування «Марс-24КІГ» (згодом замінялася на «Фенікс») забезпечували виявлення цілей в підводному положенні.

## Ремонти і модернізації
На човнах проєкту 613 було проведено багато модернізацій, розроблених для поліпшення характеристик човнів, випробувань нових видів озброєння, виконання додаткових завдань. Деяка кількість запланованих модернізацій не були реалізовані.
| Проєкт        | Підводних човнів | Головний конструктор | Призначення                                                                                                   | Нове озброєння, обладнання       |
| ------------- | ---------------- | -------------------- | --- | -------------------------------- |
| 613В          | 27               |                      | збільшена до 45 діб автономність                                                                              |                                  |
| 613М          | 1                |                      | випробування нових систем озброєння                                                                           |                                  |
| Проєкт 613Ц   | С-384            |                      | випробування нових систем озброєння                                                                           | глибина застосування торпед 70 м |
| 613Е «Катран» | С-273 або C-293  |                      | випробування аеробної (повітрянонезалежної) ЕУ                                                                | електрохімічний генератор (ЕХГ). |
| 640           | 4                | Я. Є. Євграфов       | станції дальнього радіолокаційного огляду (в далі модифікувалися за проєктом 640Ц і розроблялися 640У і 640Т) | РЛС «Ластівка»                   |
| П-613         | 1                |                      | випробування ракетного комплексу                                                                              | П-5                              |
| 644           | 6                | П. П. Пустинцев      | оснащені КР; подальший розвиток — 644Д і 644.7                                                                | 2x П-5                           |
| 665           | 6                | Б. А. Леонтьєв       | оснащені КР; розвиток 644                                                                                     | 4x П-5                           |
| 613-А         | 1                |                      | випробування ракетного комплексу                                                                              | П-70 Аметист                     |
| 613-АД        | 1                |                      | випробування ракетного комплексу                                                                              | П-70 Аметист                     |
| 613П-120      | 1                |                      | випробування ракетного комплексу                                                                              | П-120 Малахіт                    |
| В613          | С-229            |                      | | Р-11ФМ                           |
| 613Д4         | 1                |                      | Дослідні човни для проведення випробувань з підводного старту ракет                                           | Р-21                             |
| 613Д5         | 1                |                      | Дослідні човни для проведення випробувань з підводного старту ракет                                           | Р-27                             |
| 613Д7         |                  |                      | Дослідні човни для проведення випробувань з підводного старту ракет                                           | Д-7                              |
| 613РВ         |                  |                      | випробування ракето-торпед                                                                                    |                                  |
| 613С          | С-43             | С. М. Якимівський    | випробування рятувального обладнання                                                                          |                                  |

- Два човни, С-148 та С-227 були переобладнані як підводні станції для біологічних досліджень і отримали імена «Сєверянка»[4] і «Словянка».[джерело?]

## Сучасний статус і перспективи
У 1980—1990 роках усі човни були виведені зі складу флоту.